# لويد هاريس
لويد هاريس (بالإنجليزية: Lloyd Harris)‏ هو لاعب كرة مضرب جنوب أفريقي، ولد في 24 فبراير 1997 في كيب تاون في جنوب أفريقيا.

## وصلات خارجية
- لويد هاريس على موقع رابطة محترفي التنس (الإنجليزية)
- لويد هاريس على موقع الاتحاد الدولي لكرة المضرب (الإنجليزية)
- لويد هاريس على موقع كأس ديفيز (الإنجليزية)
- لويد هاريس على موقع إي إس بي إن.كوم (الإنجليزية)
- لويد هاريس على موقع أوليمبيديا (الإنجليزية)